# メルセデス・ベンツ・M155エンジン
M155とは、メルセデス・ベンツのチュニング部門であるAMGのV型8気筒エンジンの系列である。
2004年にSLRマクラーレン（C199）に搭載された。

## 技術情報
M155 はM113E55MLをベースに開発された。
ベースエンジンと同様シリンダーあたり3バルブであり、バンク間に設置されたスーパーチャージャーとインタークーラーを搭載する。

## データ
- タイプ：V型8気筒
- バルブ/シリンダー：3
- 総排気量：5,439cc
- ボア×ストローク：97mm×92mm

標準バージョンのSLRに搭載されたバージョンは460kW（626PS）/6,500rpmの最高出力、780Nm（79.6kg・m）/3,250～5,000rpmの最大トルクを持つ。
2006年に登場したSLR722では最高出力は25kW（24PS）、最大トルクは40Nm（4.0kg・m）増加した。SLR 722 GTでは500kW（680PS）の最高出力と830Nm（84.7kg・m）の最大トルクを達成した。現時点ではM155系列の内、このバージョンが最高のパフォーマンスである。